# Showa L2D
Showa L2D — серійний військово-транспортний літак Імперського флоту Японії періоду Другої світової війни.
Кодова назва союзників - «Теббі» (англ. Tabby).

## Історія створення
У 1937 році японська авіакомпанія «Авіалінії Великої Японії» закупила 20 літаків Douglas DC-3 (13 з двигунами Cyclon, і 7 з двигунами Twin Wasp), а у 1938 році за 90,000$ була придбана ліцензія на випуск та продажу літаків в Японії. Цим літаком зацікавився Імперський флот Японії. Але оскільки провідні авіабудівні фірми були зайняті розробкою та виготовленням власних літаків, задача по адаптації американського літака до серійного виробництва в Японії була доручена невеликій фірмі Showa, а фірму Nakajima зобов'язали надавати допомогу. Також фірмі були надані два розібрані екземпляри DC-3, які американці передали у рамках ліцензійного договору.
Роботи зі складання літаків йшли надзвичайно повільно, оскільки Showa майже з нуля розгортала виробничі лінії. Перший літак з готових запчастин був складений тільки у жовтні 1939 року, другий у квітні 1940 року. Такі темпи не задовольняли військовиків, які прийняли ці дві машини на озброєння під назвою «Транспортний літак флоту Тип 0» (або L2D1), і до виробництва вкрай потрібних літаків була залучена фірма Nakajima. В результаті у 1940 році перші серійні літаки були побудовані на фірмі Nakajima, а на початку 1941 року на фірмі Showa.
Ці серійні літаки, оснащені двигуном  Mitsubishi Kinsei 43 потужністю 1080 к.с., отримали позначення «Транспортний літак флоту Тип 0 Модель 11» (або L2D2). Фірма Nakajima, випустивши 71 літак, у 1942 році припинила їх виробництво, і надалі L2D випускались тільки на фірмі Showa.
В конструкцію літака постійно вносились зміни. Так, був розроблений варіант «Транспортний літак флоту Тип 0 Модель 22» (або L2D3), оснащений двигуном Mitsubishi Kinsei 51 або Mitsubishi Kinsei 53 потужністю 1300 к.с., який мав більшу площу засклення кабіни, а також збільшені на 1500 л (до 4616 л) паливні баки.
Частина літаків L2D2 (варіант L2D2-1) та L2D3 (варіант L2D3-1) була пристосована для перевезення вантажів масою до 4500 кг. У цих машин була посилена підлога вантажного вдсіка, а також обладнаний завантажувальний люк великого діаметра.
Варіант «Транспортний літак флоту Тип 0 Модель 32» (або L2D4), на якому планували встановити захисне озброєння у вигляді одного 13-мм кулемета «Тип 2» та двох 7,7-мм кулеметів «Тип 92», в серію не пішов.
Літаки «Транспортний літак флоту Тип 0 Модель 33» (або L2D5) мали змішану дерев'яно-металеву конструкцію та були оснащені двигунами Mitsubishi Kinsei 62 потужністю 1600 к.с. Модель все ще була на стадії виготовлення прототипу коли війна завершилась.
Всього фірма Showa випустила 414 літаків L2D усіх модифікацій.

## Тактико-технічні характеристики

### Технічні характеристики
|                       | L2D2                        | L2D3-La                     |
| --------------------- | --------------------------- | --------------------------- |
| Екіпаж                | 3-5 осіб                    | 3-5 осіб                    |
| Довжина               | 19,72 м                     | 19,51 м                     |
| Висота                | 7,46 м                      | 7,46 м                      |
| Розмах крил           | 28,96 м                     | 28,96 м                     |
| Площа крил            | 91,6 м²                     | 91,6 м²                     |
| Маса пустого          | 7 125 кг                    | 7 218 кг                    |
| Маса спорядженого     | 10 900 кг                   | 12 500 кг                   |
| Корисний вантаж       | 21 десантник                | 4500 кг вантажу             |
| Навантаження на крило | 119 кг/м2                   | 136.5 кг/м2                 |
| Двигуни               | 2 х Mitsubishi Kinsei 43    | 2 х Mitsubishi Kinsei 53    |
| Потужність            | 2 х 1 080 к. с.             | 2 х 1 300 к. с.             |
| Питома потужність     | 5.45 кг/к.с.                | 4.8 кг/к.с.                 |
| Максимальна швидкість | 354 км/г (на висоті 2400 м) | 393 км/г (на висоті 2800 м) |
| Крейсерська швидкість | 260 км/г                    | 240 км/г                    |
| Операційна дальність  | 3 220 км                    | 3 000 км                    |
| Практична стеля       | 10 900 м                    | -                           |
| Час набору висоти     | 5000 м за 20 хв. 36 с.      | 3000 м за 16 хв. 2 с.       |

## Модифікації
- L2D1 («Транспортний літак флоту Тип 0») - початковий варіант, складений з американських запчастин (2 екз.)
- L2D2 («Транспортний літак флоту Тип 0 Модель 11») - серійний варіант з двигуном Mitsubishi Kinsei 43 потужністю 1080 к.с.
  - L2D2-L - серійний варіант L2D2 з вантажним люком
- L2D3 («Транспортний літак флоту Тип 0 Модель 22») - серійний варіант з двигуном Mitsubishi Kinsei 51 потужністю 1300 к.с.
  - L2D3a - серійний варіант з двигуном Mitsubishi Kinsei 53 потужністю 1300 к.с.
  - L2D3-L - серійний варіант L2D3 з вантажним люком
  - L2D3-La - серійний варіант L2D3a з вантажним люком
- L2D4 («Транспортний літак флоту Тип 0 Модель 32») - варіант із захисним озброєнням; у серію не пішов
- L2D5 («Транспортний літак флоту Тип 0 Модель 33») - дерев'яно-металевий варіант з двигуном Mitsubishi Kinsei 62 потужністю 1600 к.с. В серію не пішов.

## Історія використання

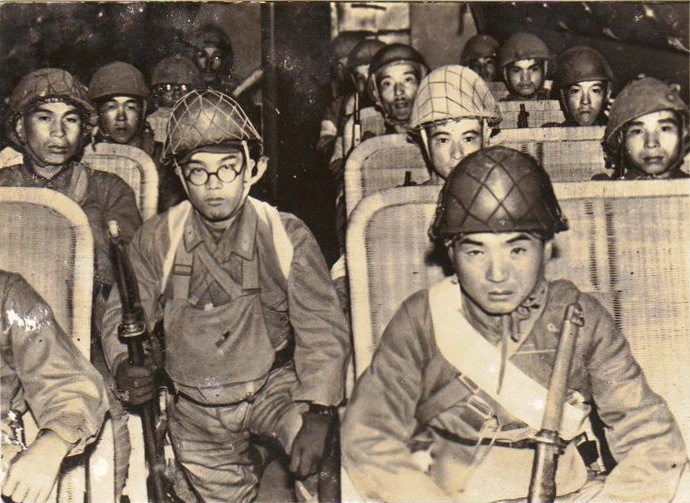
Японські десантники в L2D

Літаки L2D широко застосовувались під час війни на Тихому океані. Вони виявились досить вдалими, оскільки в їх основі був знаменитий DC-3. Але ця обставина стала причиною багатьох трагічних помилок, коли японські льотчики та зенітники плутали японські літаки з американськими.
Після війни декілька захоплений літаків L2D використовувались американцями та китайцями. Як мінімум один захоплений літак L2D використовувався французами в Індокитаї.
З часом вони або розбились, або були зняті з використання внаслідок зносу. До теперішнього часу жоден екземпляр не зберігся.